# Bucolarcha geodes
Bucolarcha geodes är en fjärilsart som beskrevs av Edward Meyrick 1929. Bucolarcha geodes ingår i släktet Bucolarcha och familjen stävmalar. Inga underarter finns listade i Catalogue of Life.